# L’Horme
L’Horme település Franciaországban, Loire megyében. Lakosainak száma 4868 fő (2022. január 1.). L’Horme Cellieu, La Grand-Croix, Saint-Chamond és Saint-Paul-en-Jarez községekkel határos.

## Népesség
A település népességének változása:
| Lakosok száma | 5072 | 4858 | 4689 | 4749 | 4802 | 4820 | 4790 | 4746 | 4766 | 4868 |
|               | 1968 | 1982 | 1990 | 2006 | 2013 | 2015 | 2017 | 2019 | 2020 | 2022 |